# ستانلي بوث
ستانلي بوث (بالإنجليزية: Stanley Booth)‏ هو كاتب يوميات وصحفي أمريكي، ولد في 5 يناير 1942.

## وصلات خارجية
- ستانلي بوث على موقع ميوزك برينز (الإنجليزية)